# Rezerwat przyrody Hostovické Lúky
Rezerwat przyrody Hostovickie Łąki (słow. prírodná rezervácia Hostovické lúky) – rezerwat przyrody  położony na obszarze wsi Hostovice w powiecie Snina w kraju preszowskim w Republice Słowackiej.
Rezerwat to jeden z najcenniejszych pod względem botanicznym obszarów Beskidu Niskiego.

## Opis
Rezerwat został utworzony w 1980 z nowelizacją decyzji w 1993 i obejmuje obszar o powierzchni 4,69 ha, bez ustanowionej strefy ochronnej. Pod względem fizycznogeograficznym leży na obszarze chronionego krajobrazu Karpaty Wschodnie (Chránená krajinná oblasť Východné Karpaty). Na terenie rezerwatu obowiązuje 4. stopień ochrony.
Rezerwat chroni zbiorowiska łąkowe i torfowiskowe w intensywnie rolniczo wykorzystywanym terenie. Obejmuje ochroną występujące na nim zagrożone gatunki roślin i zwierząt. Na jego obszarze występuje największa populacja kosaćsa syberyjskiego (Iris sibirica) na Słowacji.

## Galeria

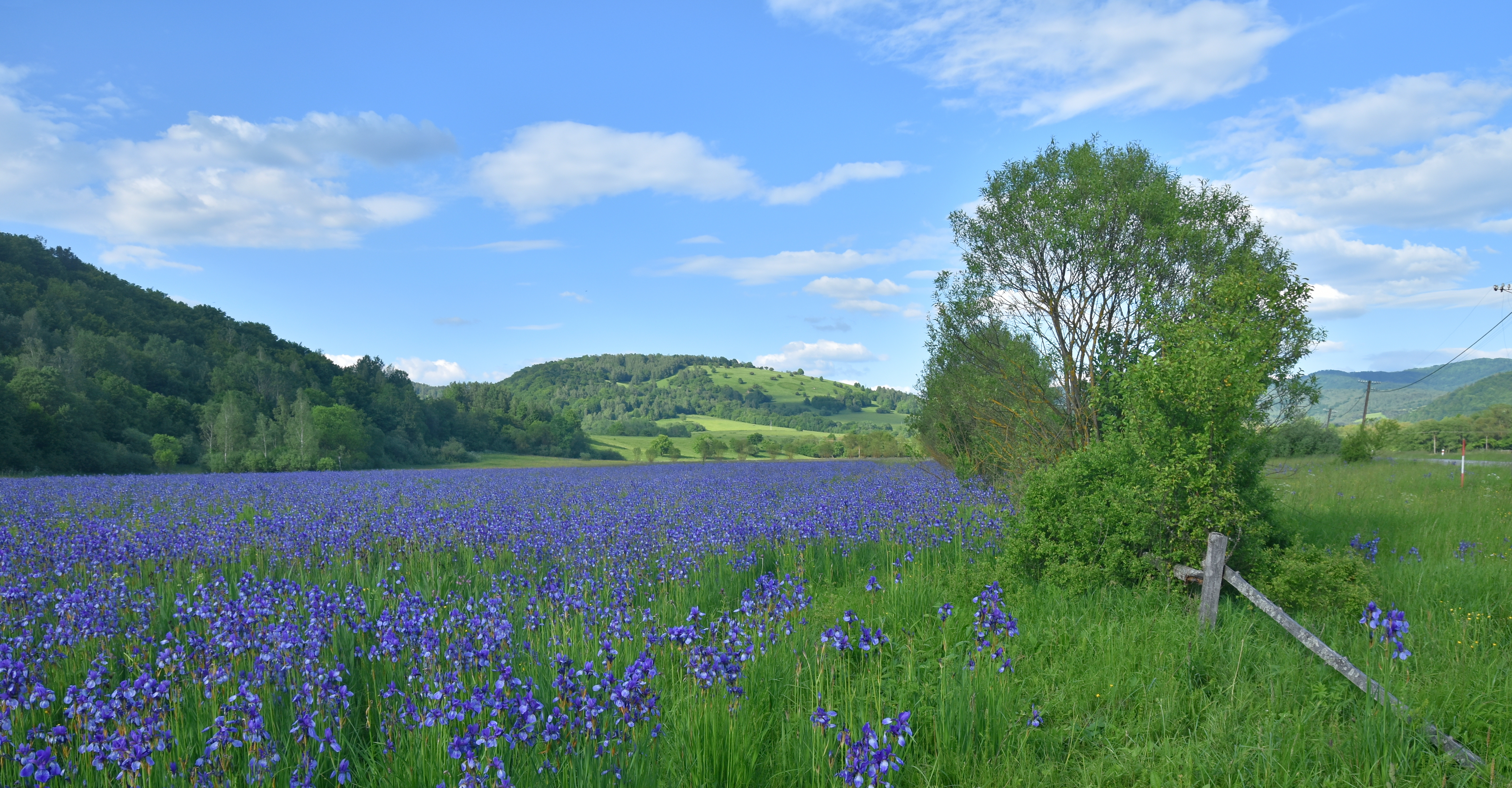
Widok od strony zachodniej
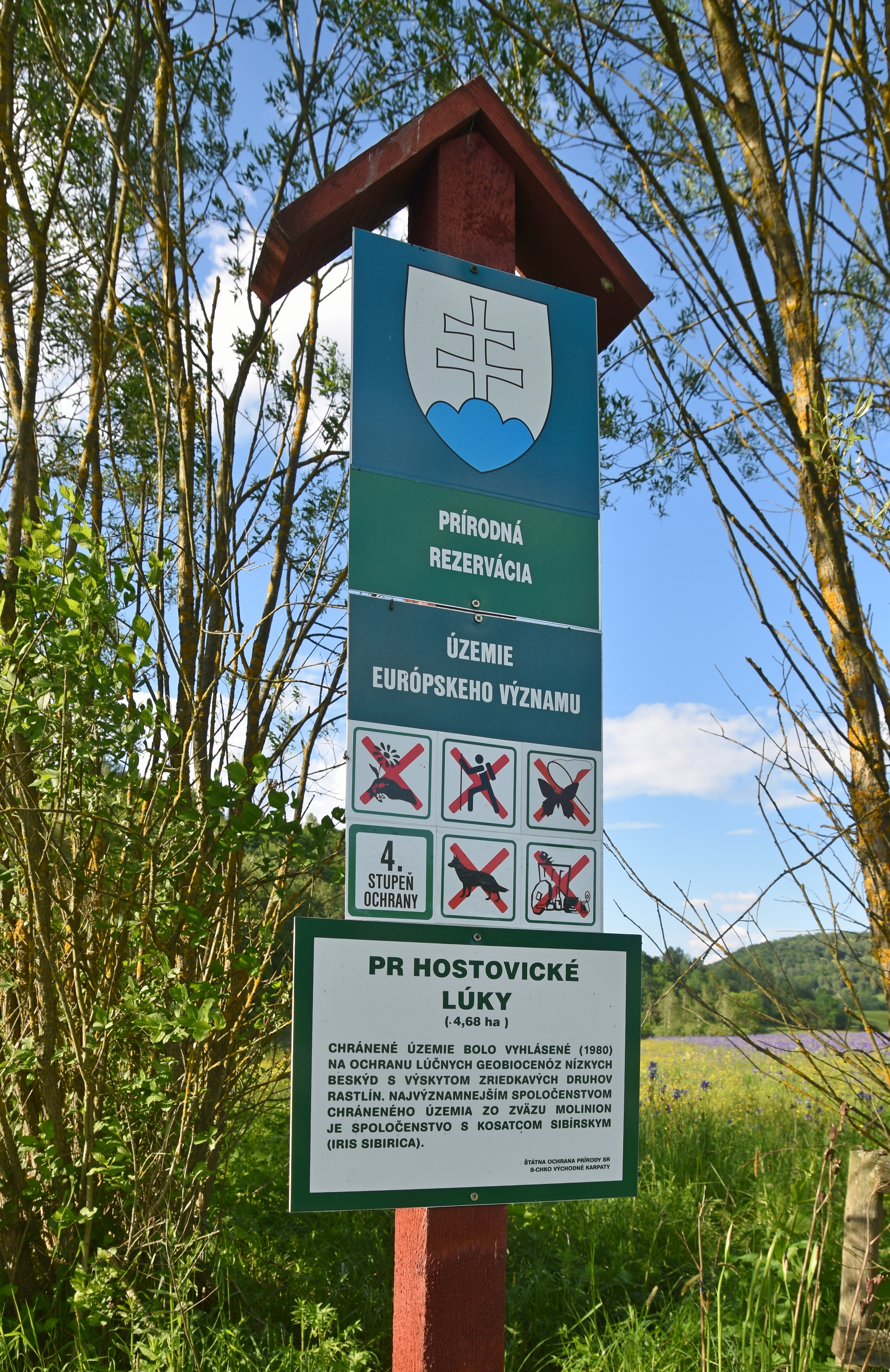
Tablica informacyjna
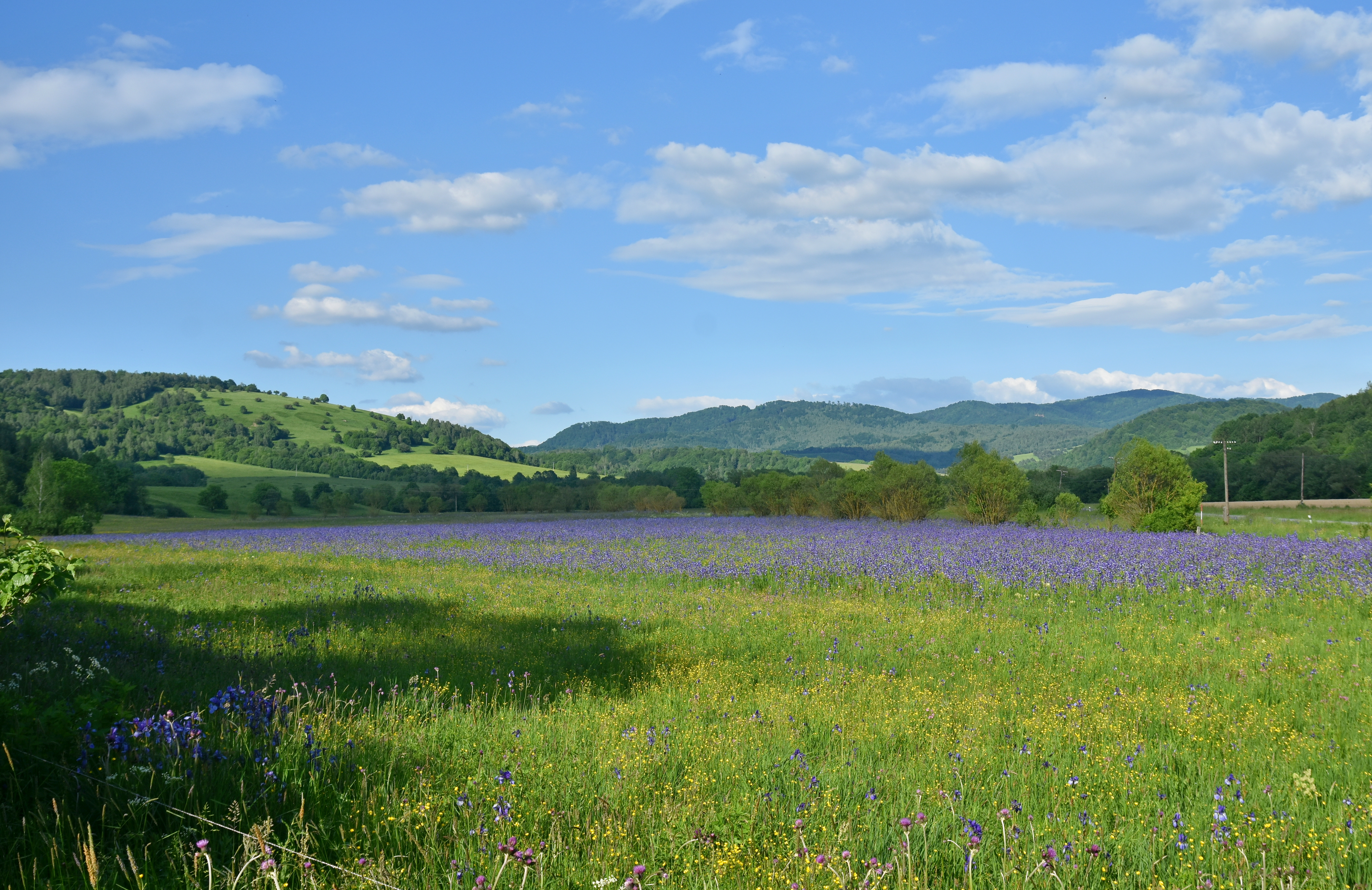
Widok ogólny